# Berberis deinacantha
Berberis deinacantha är en berberisväxtart som beskrevs av Camillo Karl Schneider. Berberis deinacantha ingår i släktet berberisar, och familjen berberisväxter. Inga underarter finns listade i Catalogue of Life.